# Großwoltersdorf
Großwoltersdorf är en kommun och ort i Landkreis Oberhavel i förbundslandet Brandenburg i Tyskland. 
Kommunen ombildades den 27 september 1998 genom en sammanslagning av de tidigare kommunerna Großwoltersdorf, Wolfsruh och Zernikow i den nya kommunen Großwoltersdorf.
Kommunen ingår i kommunalförbundet Amt Gransee und Gemeinden.